# 부림면
부림면(富林面)은 대한민국 경상남도 의령군의 면이다. 의령군청으로부터 동북방향으로 26Km 지점에 위치하며, 동북으로 합천군과 창녕군이 인접하고 서로 본군 봉수면, 남으로 지정면, 유곡면, 동으로 낙서면으로 둘러싸여 있으며, 국도 제20호선이 면의 중심부를 가로지르고 있는 동부지역 중심지로 교통의 요충지이다. 그리고 부림, 봉수농공단지의 조성으로 농외소득의 기틀이 마련되고 있으며 백산 안희제 출생지로 독립정신이 배어있는 반향의 고장이다.

## 연혁
685년 신라 신문왕 5년 신이현이나 주오촌, 천주현이라고 불리다가, 742년 경덕왕 때 의상현이 되었다. 당시 의상현에는 지금의 동부 5개면 낙서, 봉수, 유곡, 지정, 부림면이 포함되어 있었다. 1018년 고려 현종 9년 신번현은 합천(강양군)에 속해졌다가 1390년 공양왕 2년에 의령에 속하게 되었다.
1895년 고종 3년 지방관제 개정에 의하여 ‘부산면’과 ‘보림면’으로 갈라졌다. 1914년 읍면 통폐합에 따라 경산면의 경산, 박진 2개 동과 낙서면의 부곡동 일부와 가수면의 서들 일부를 병합하여 다시 부림면이라 하고, 경산, 대곡, 손오, 입산, 단원, 여배, 감암, 신반, 막곡의 10개 동리로 개편 관할하였다. 1983년 2월 15일 합천군 적중면 권혜리와 묵방리가 편입되어 현재는 12리 28개 마을 35개의 자연마을로 이루어졌다.

## 행정 구역
- 감암리
- 묵방리
- 입산리
- 익구리
- 여배리
- 단원리
- 대곡리
- 막곡리
- 신반리
- 손오리
- 경산리
- 권혜리

## 교육
- 부림초등학교 (신반리)
  - 입산분교 (폐교) - 부림면 입산로 186 (입산리)
- 신반중학교 (신반리)
- 신반정보고등학교 (신반리)